# Cry Wolf (Fernsehserie)
Cry Wolf ist eine mehrfach prämierte dänische Dramaserie, die von öffentlich-rechtlichen Fernsehsendern aus Dänemark, Norwegen, Schweden und Island produziert wurde. Die Serie wurde in einer Staffel mit acht Folgen veröffentlicht. Im Mittelpunkt der Serie nach einer Idee von Maja Jul Larsen stehen der Jugendamtmitarbeiter Lars und die 14-jährige Holly, die ihren Stiefvater in einem Schulaufsatz der häuslichen Gewalt bezichtigt hat.

## Handlung
Aufgrund eines Schulaufsatzes wird angenommen, dass die 14-jährige Holly mehrfach häusliche Gewalt durch ihren Stiefvater Simon erfahren hat. Der Fall wird vom Sozialarbeiter Lars bearbeitet. Holly und ihr jüngerer Halbbruder Theo, der Simons leiblicher Sohn ist, werden während der Untersuchung bei einer Pflegefamilie untergebracht, ohne Kontakt zu ihren Eltern zu haben. Simon, der vorbestraft ist, und seine Frau Dea streiten die häusliche Gewalt ab. Auch Aussagen Theos widersprechen den Vorwürfen seiner Schwester.
Die Eltern gehen juristisch dagegen vor, dass ihnen die Kinder weggenommen wurden. Während der Ermittlung taucht ein Video im Internet auf, das die Arbeit von Lars belastet, sodass er nur unter erschwerten Bedingungen am Fall weiter arbeiten kann. Im Laufe der Serie stößt Lars auf Ungereimtheiten im Fall.
Bis kurz vor dem Ende der Serie werden Zweifel gestreut, ob die Anschuldigung von Holly wahr ist. Einerseits wird die Vorstrafe von Simon thematisiert, andererseits werden vergangene Lügen von Holly aufgedeckt. Auch die Charaktere innerhalb der Serie zweifeln zwischenzeitig an den Schilderungen beider Seiten.
Bei der Verhandlung über den Aufenthaltsort der Kinder macht Holly vor Gericht eine Simon entlastende Aussage. In der Folge kommen die Geschwister zurück zu ihrer Familie. Simon und Dea ziehen in eine andere Stadt, auch um weiteren Nachforschungen von Lars zu entgehen. In der Wohnung der Familie kommt es zu einem Streit zwischen Holly und Simon, bei dem er sehr aggressiv gegen Holly und die sie beschützende Dea reagiert, sodass er unter anderem seine Frau stranguliert. Dea sucht mit Holly und Theo Hilfe bei Lars, der sie in ein Frauenhaus bringt.

## Besetzung
Die deutsche Synchronfassung wurde durch die Mo Synchron GmbH in München durchgeführt. Henning Stegelmann schrieb das Buch und führte die Regie für die deutsche Fassung.
| Rolle               | Schauspieler                 | Episoden             |
| ------------------- | ---------------------------- | -------------------- |
| Lars Madsen         | Bjarne Henriksen             | 1.01–1.08            |
| Holly Mølgård       | Flora Ofelia Hofmann Lindahl | 1.01–1.08            |
| Dea Mølgård Hansen  | Christine Albeck Børge       | 1.01–1.08            |
| Simon Hansen        | Peter Plaugborg              | 1.01–1.08            |
| Theo Mølgård Hansen | Noah Storm Otto              | 1.01–1.08            |
| Dorte               | Lone Rødbroe                 | 1.01–1.07            |
| Jonatan             | Justin Geertsen              | 1.02–1.08            |
| Rasmus              | Henning Valin                | 1.02–1.04, 1.06–1.07 |

## Produktion
Maja Jul Larsen, die unter anderem als Drehbuchautorin für die dänische Politserie Borgen – Gefährliche Seilschaften tätig war, schreibt häufig über Familien. Sie interessierte sich für die Arbeit von im Jugendamt tätigen Sozialarbeitern und die Entscheidungen, die häufig auch Gratwanderungen sind. In der Konzeption der Serie legte sie die Geschichte von vornherein als abgeschlossene Miniserie an, die keine Fortführung in weiteren Staffeln finden soll.
Die Schauspieler wurden größtenteils aus Theaterproduktionen heraus besetzt. Die Produzentin Claudia Saginario erklärte, dass sie für das dänische Fernsehen neue Gesichter haben wollten. Die Hauptdarstellerin Flora Ofelia Hofmann Lindahl spielte zuvor nur in einem Kurzfilm. Einzig der Hauptdarsteller Bjarne Henriksen war dem breiten dänischen Publikum vorher aufgrund unterschiedlicher Film- und Fernsehproduktionen bekannt.
Die Serie wurde auf den dänischen Inseln Seeland und Amager gedreht. Die Drehorte waren Kalundborg, Skovlunde und die Kleinstadt Dragør, die direkt am Öresund liegt.

## Rezeption
Bei IMDb wurde die Serie mit 7,7 von 10 Sternen bewertet. Hierbei haben fast 2000 Benutzer ihr Votum abgegeben (Stand August 2023).

### Kritik
Jeffrey Rex Bertelsen lobte die darstellerische Leistung der Hauptdarsteller, die es schaffen, den Zuschauer an die Serie zu binden, während er der Serie hinsichtlich der Entwicklung der Geschichte Schwächen einräumt, da sie sich zu langsam entwickele. Oliver Armknecht urteilt sehr ähnlich. Seiner Meinung nach drehe sich die Handlung im Kreis, das darstellerische Spiel sei sehenswert.
Rupert Sommer von der Zeitschrift Prisma erkennt „die Handschrift einer Meistererzählerin“. Torsten Zarges von DWDL.de bescheinigt Larsen „mit ihrer ersten eigenen Serie eine feinfühlige Gegenüberstellung der verschiedenen Blickwinkel“. Die Stärke der Serie ist eine nicht wertende Darstellung der Charaktere. Trotz der leisen Töne wird die Innensicht eines Familiendramas erzählt und das Sozialsystem kritisch analysiert. In der Filmzeitschrift epd film lobte Harald Keller die Serie als eine „Meistererzählung, einfühlsam geschrieben, hochgradig spannend, nahezu frei von Gewaltdarstellungen“.

### Auszeichnungen
Cry Wolf konnte sieben Filmpreise gewinnen und wurde zwei weitere Male nominiert.

#### Gewonnen
Zurich Film Festival 2020:
- Beste Internationale Serie
Maja Jul Larsen

Robert 2021:
- Beste Fernsehserie (Årets tv-serie)
Pernille Fischer Christensen (Regisseurin)
Maja Jul Larsen (Autorin)
Claudia Saginario (Produzentin)
- Beste Darstellerin (Nebenrolle) – Fernsehserie (Årets kvindelige birolle - tv-serie)
Christine Albeck Børge
- Beste Darstellerin (Hauptrolle) – Fernsehserie (Årets kvindelige hovedrolle - tv-serie)
Flora Ofelia Hofmann Lindahl
- Bester Darsteller (Nebenrolle) – Fernsehserie (Årets mandlige birolle - tv-serie)
Peter Plaugborg
- Bester Darsteller (Hauptrolle) – Fernsehserie (Årets mandlige hovedrolle - tv-serie)
Bjarne Henriksen

Göteborg International Film Festival 2021:
- Drehbuch
Maja Jul Larsen

#### Nominiert
Séries Mania 2020:
- Beste Serie
Maja Jul Larsen

Zulu Award 2021:
- Beste Fernsehserie (Årets tv-serie)